# Blundeston
Blundeston – wieś w Anglii, w hrabstwie Suffolk, w dystrykcie East Suffolk. Leży 64 km na północny wschód od miasta Ipswich i 169 km na północny wschód od Londynu. W 2001 miejscowość liczyła 1560 mieszkańców.